# Análisis de convexidad
El análisis de convexidad es la rama de las matemáticas dedicada al estudio de las propiedades de las funciones convexas y de los conjuntos convexos, a menudo con aplicaciones en la optimización convexa, un campo de la teoría de la optimización.
- Datos: Q2234833
- Multimedia: Convex analysis / Q2234833